# Growlanser II: The Sense of Justice
Growlanser II: The Sense of Justice es el segundo juego de la serie de videojuegos Growlanser, desarrollada por Career Soft. Retiene varias características del primer juego, como historias ramificadas y finales múltiples. El juego a menudo es comparado con el género de simulación de citas, ya que el personaje del jugador suele ser emparejado con un NPC. Al ser una secuela directa del primer Growlanser, casi todos los personajes vistos en el primer juego volverán a aparecer como personajes jugables y no jugables.
Growlanser II junto con Growlanser III: The Dual Darkness fueron lanzados como un mismo juego en Norteamérica titulado Growlanser Generations en diciembre de 2004. Ambos juegos habían sido planeados originalmente como lanzamientos americanos separados por la distribuidora Working Designs, pero por oposición de Sony, Working Designs fue forzado a lanzar ambos juegos como uno solo. Working Designs optó por añadirle una función de batalla automática a los dos juegos, al igual que mejores opciones de actuación de voz, como la capacidad de activar o desactivar las voces de personajes específicos. Cada juego también cuenta con una galería de arte incluida, tomas falsas de audiciones (una función común en los títulos de Working Designs), y música disponible tras completar el juego.

## Trama
La secuela transcurre al mismo tiempo que el primer juego de Growlanser, enfocándose en la guerra entre los reinos de Rolandia y Burnstein. Aunque la historia del primer juego se concentró en el reino de Rolandia, Growlanser II sigue la historia de Wein Cruz, un aspirante a caballero de Burnstein. Luego de que Wein y su nuevo compañero de armas, Maximillian Schneider, logran pasar sus exámenes de ingreso de caballeros, la historia se adelanta un año, donde la guerra termina. Wein y Maximillian, ahora siendo buenos amigos, discuten sus planes para el futuro. El primero planea convertirse en caballero imperial—el caballero de más alto rango, bajo las órdenes directas del Rey Elliote. Sin embargo, el segundo ha desarrollado un disgusto por las batallas, y pretende alcanzar una posición de influencia para poder prevenir las guerras. Ambos amigos reconocen el mérito detrás de la elección del otro, y se separan amistosamente.
Wein, a punto de comenzar su carrera como comandante, se reporta a su superior para recibir a los primeros reclutas bajo su mando. Estos reclutas resultan ser Hans Bearnt, un chico entusiasta que Wein rescató en uno de sus exámenes prácticos, y Charlone Claudius, una chica seria cuyo padre aristócrata desaprueba su decisión de unirse a la milicia. Wein lamenta silenciosamente este giro de los acontecimientos, pero decide aprovecharlo al máximo. La primera misión del trío viene de un comandante corrupto que disgusta de ellos, mandándolos a una misión originalmente pensada para al menos diez soldados.
En el camino son incriminados por romper una represa que llevó a la destrucción de una aldea, y son perseguidos como criminales. Logran escapar a Rolandia donde se encuentran con Xenos Langley y su hermana Karene. Luego de que Wein y compañía ayudaran a Xenos a rescatar a su hermana de los bandidos, este acepta usar su influencia para limpiar el nombre del trío. Xenos fue compañero de Carmaine Fallsmyer (el protagonista del juego anterior), y ayudó a salvar al mundo del ser malévolo Gevas durante la última guerra.
Sin embargo, antes de que puedan volver a Burnstein, se cruzan con una figura del pasado de Wein. Cuando Wein era un chico joven, se hizo amigo de una chica más grande llamada Arieta, quien le enseñó a tocar música. Wein, quien había desarrollado una especie de atracción hacia ella, tuvo que despedirse en circunstancias inusuales. Cuando vuelve a encontrarla, parece retener la misma edad de aquel entonces, y se encuentra atacando sin piedad una aldea, utilizando sus poderes mágicos formidables. Los compañeros logran salvar la aldea con ayuda de una maga local llamada Riviera Marius, pero Arieta logra escapar. Confundido, Wein y su grupo continúan su búsqueda para limpiar su nombre. Luego de recibir el perdón del rey, les asigna una nueva misión y designa a Carmaine, el salvador de la luz, para que los ayude.
Este es el punto en el que se da la ramificación más importante de la historia. El grupo conoce al mercenario Wolfgang, cuya meta es crear un pequeño país neutral para que los mercenarios tengan un lugar en donde puedan ser aceptados. Wein puede elegir entre luchar contra él o ayudarlo en su causa. En el caso de que Wein se oponga a Wolfgang, se descubre que los eventos que llevan a la guerra entre las naciones son culpa del complot de Wolfgang.
El grupo se entera de que la vieja amiga de Wein, Arieta, ha sido poseída por Gevas, el ser oscuro que fue uno de los habitantes originales del mundo. Dependiendo de las acciones del grupo, pueden salvar su vida o matarla para vencer a Gevas. Mientras, los planes de Wolfgang están a punto de dar frutos, y la guerra se aproxima. El grupo de Wein, con la ayuda de Maximillian y los soldados de Burnstein, vencen a los mercenarios y recuperan el poderoso artefacto que Wolfgang utilizaba para retener a su nuevo país en cautiverio.
Un giro final ocurre cuando Maximillian, cansado de que le resulte tan fácil a los humanos empezar guerras, decide usar el poder del artefacto para controlar las mentes de todas las personas, y obligarlas a vivir en paz. Wein puede elegir entre seguir el plan de Maximillian u oponerse a él. En caso de la primera opción, Maximillian logra convertir al mundo en un grupo de títeres sin mente, pero luego se desarrolla una secuencia en la que Wein reconsidera su apoyo a Maximillian y decide unirse a una resistencia liderada por sus antiguos miembros del grupo. Si Wein decide oponerse a Maximillian, se le permite al mundo continuar su reconstrucción tras la guerra en silencio, y el futuro de Wein es determinado por el personaje con el que tenga la relación más fuerte. Existen ocho posibles finales. Los finales de Charlone, Riviera y Arieta deben ser obtenidos antes de poder desbloquear los demás, los cuales son los finales de Hans, Xenos, Carmaine, Ernest y Brett.

## Personajes
Wein Cruz (ウェイン・クルーズ)
- Edad: 17
- Altura: 172 cm
- Arma anillo: Guadaña

Un joven caballero de Burnstein en entrenamiento. Su madre ha fallecido antes del inicio del juego. Vive solo y ocasionalmente recibe cartas de su padre arqueólogo. Wein presenta un gran interés por las ruinas gracias a su padre. Sin embargo, su sueño es convertirse en caballero imperial, el más prestigioso y de mayor rango en Burnstein, quien reporta directamente al rey y actúa como su guardaespaldas. Wein conoce a Maximillian durante su entrenamiento, y los dos se vuelven buenos amigos.
Wein conoció a la misteriosa doncella growsian Arieta Lyuis cuando era un chico joven, y desarrolló una pequeña atracción hacia ella. Gracias a ella, Wein sabe tocar una canción en la ocarina que ella misma le entregó.
Maximillian Schneider (マクシミリアン・シュナイダー/マックス)
- Edad: 18
- Altura: 183 cm
- Arma anillo: Espada

El amigo de Wein de la academia. Le disgusta mucho la guerra, muy probablemente por la muerte de su padre y la pérdida posterior de su madre. Tras su graduación en caballero, se marcha para convertirse en diplomático y entrar en la política. Él cree fuertemente que es posible eliminar la guerra por completo. Maximillian es uno de los personajes buenos, excepto cuando en su última apuesta por la paz intenta convertir al mundo en títeres sin cerebro.
Hans Bearnt (ハンス・バート)
- Arma anillo: Cuchillos arrojadizos

Un huérfano con una actitud alegre y despreocupada que fue inspirado por Wein y Maximillian para convertirse en un poderoso luchador. Se enlistó en la academia de caballeros y casualmente fue asignado a Wein. Vivía en el orfanato de Starkberg, pero a menudo visitaba la Aldea Clain y veía al jefe como un abuelo. Adora ayudar a los niños y sueña con tener una familia amorosa un día. Existe el chiste recurrente de Hans peleando con Charlone por las razones más ridículas.
Charlone Claudius (シャルローネ・クラウディオス)
- Arma anillo: Arco y flecha

Es una hija menor de la nobleza. Su padre, Maxwell Claudius, desaprueba su viaje con Wein como soldado. Tiene una voluntad firme, con ambiciones de convertirse en caballera imperial, e idolatra a Julia Douglas por ser la única caballera imperial femenina. Tiene un hermano menor llamado Pietro que está enfermo, pero se rehúsa tener una operación a no ser que Charlone se vuelva caballera imperial. Parece tener una intensa amistad con Hans, disgustándo de él en un principio al apodarla «CC», pero le acepta que la llame «Charlo» (シャロ). Durante el transcurso del juego, ella puede llegar a enamorarse de Wein dependiendo de cómo la trate el jugador.
Xenos Langley (ゼノス・ラングレー)
- Arma anillo: Espada

Un poderoso espadachín y un antiguo mercenario. Cuando el grupo busca a Karene, su hermana, el grupo termina ayudándolo a él a encontrarla. Luego de rescatarla, él se une al grupo para testificar ante el rey de Burnstein que Wein y compañía son inocentes de la destrucción de la represa. Su pueblo natal es Grandshill y fue campeón de la arena.
Riviera Marius (リビエラ・マリウス)
- Arma anillo: Báculo mágico

Utiliza magia y es una caballera oscura de Burnstein; una espía. Es sigilosa e intenta mantener la distancia con la gente para protegerse emocionalmente debido a un evento de su pasado: Se encontraba en una misión con un hombre llamado Karl, y debieron separarse para evadir la persecución. Karl le había prometido que se volverían a ver, pero murió antes de poder cumplir su palabra. Riviera se deprimió por este evento, mientras que su hermana Olivia, quien fue amante de Karl, logró aceptar su muerte con tranquilidad. Riviera no puede lidiar con ese dolor, y se pregunta cómo hace Olivia para soportarlo.
Carmaine Fallsmyer (カーマイン・フォルスマイヤー)
- Arma anillo: Espada

Un espadachín misterioso y el protagonista del primer juego de Growlanser. Ha sido asignado por el rey Eliotte para acompañar al jugador en una misión importante. Cuando era un bebé, fue encontrado y llevado a la corte de Rolandia, donde fue examinado por los magos del palacio. Ellos vieron que tenía el potencial para ser la luz que salvaría al mundo o la oscuridad que lo destruiría. Fue adoptado por Sandra, una maga del palacio, quien creó un homúnculo llamado Tippi para que lo vigilara.
Brett Varner (ウォーマー・ブルース)
Un guardia de la torre de control del espacio y tiempo. Es un hombre simple y humilde. Aunque se le pudo haber permitido convertirse en caballero y tener un estatus mayor, eligió permanecer como guardia en la torre porque cree que ayuda lo suficiente a la gente en ese rol. El jugador solo puede reclutar a Brett si no recluta a Ernest.
Sereb (セレブ)
Un lobo mágico y el último de su tipo. Se revela posteriormente que es parte de la tribu Silverfox. Hace mucho tiempo, fue capturado por los humanos para ser investigado, pero fue salvado por Arieta y se convirtió en su fiel compañero y protector. Lleva una espada en su boca.
Ernest Lyell (アーネスト・ライエル)
Un excaballero imperial exiliado de Burnstein por apoyar a un impostor, Richard, para convertirse en rey. Cuatro años atrás, Richard reclutó a Lyell para convertirlo en caballero imperial. Lyell era talentoso pero carente de guía, y Richard creía que su mejor camino sería convertirse en caballero. Desde su exilio, Lyell se ha vuelto muy frío y callado, y ya no tiene ningún interés en el mundo. Se rehusará unirse a Wein hasta que se le acerque de la misma forma que lo hizo Richard alguna vez.
Arieta Lyuis (アリエータ・リュイス)
- Edad: 17
- Altura: 155 cm
- Arma anillo: Esferas mágicas

La misteriosa chica growsian que Wein conoció en su infancia. Poco se sabe de su pasado, pero salvarla es una de las principales metas de Wein en el transcurso del juego. Ella, al igual que Venzern, es una growsian nacida durante un eclipse solar.
Wolfgang (Leonard Cruz) (ウォルフガング)
Líder de la banda mercenaria de Grandzenschtraum, y un guerrero consumado. El jugador podrá descubrir durante la aventura principal que Wolfgang es en realidad Leonard Cruz, el medio hermano mayor de Wein, y es también el hombre que asesinó al padre de Wein.
Karene Langley (カレン・ラングレー)
La hermana menor de Xenos. Trabaja en el hospital de Grandshill y es experta en hierbas medicinales. Suele salir a recolectar hierbas para las medicinas, y escribir un libro sobre ellas. También es secuestrada en reiteradas ocasiones a lo largo de la historia.
Julia Douglas (ジュリア・ダグラス)
Una caballera imperial. En Growlanser, su padre tuvo altas expectativas de ella, ya que él había sido caballero imperial, pero tras el nacimiento de su hermano, su padre depositó todas sus expectativas en su hijo, ignorándola. Ella sentía que ya no tenía razón para blandir una espada, hasta que los héroes logran convencerla de ser perseverante y luchar por lo que cree. Cuando el grupo la conoció por primera vez, ella estaba disfrazada de hombre.
Wallace (ウォレス)
Un ex mercenario. Conoció a Sandra en el campo de batalla y los dos se enamoraron. Luego, ella dio a luz a su hija, Louise.
Ariost (アリオスト)
Un estudiante inteligente y un investigador de la academia de magia, donde desarrolla tecnología. La mayoría de sus dispositivos, aunque exitosos, son declinados por los jefes de la academia por ser posiblemente demasiado peligrosos para el público. No obstante, no le molesta, ya que crea tecnología por diversión y para alcanzar a su madre featherian. Es muy amable y le regala el dinero que recibe de sus investigaciones a la gente de su pueblo natal.
King Eliotte (エリオット王)
Actual gobernante del reino de Burnstein, y hermano menor del difunto rey Richard (リシャール). Al principio del juego, intenta escapar del palacio de incógnito, pero se encuentra con Wein y decide volver.
Kenshin Reaves (オスカー・リーヴス)
Un caballero imperial. Tuvo una amistad con Ernest Lyell. Su nombre original fue «Oskar Reeves», pero Working Designs cambió su nombre por Kenshin, en honor a uno de sus fanes más fieles que falleció de cáncer durante el desarrollo de la versión inglesa del juego.[cita requerida] El nombre del fan en el tablón de anuncios de Working Designs era Kenshin.
Louise Fallsmyer (ルイセ・フォルスマイヤー)
- Edad: 15
- Altura: 154 cm

La hermana menor de Carmaine. Nació en medio de un eclipse solar, potencialmente volviéndola una growsian muy poderosa; un ser poseedor de una poderosa magia. Es una chica tímida, reservada y llora fácilmente.
Misha (ミーシャ)
Una chica torpe pelirroja que asiste a la academia de magia. Es amiga de Louise, lo suficientemente cercana para parecer su hermana. Cuando conoce a Carmaine, se siente atraída a él y lo llama «onii-sama» por respeto. Considera a Louise y a Carmaine su hermana y hermano.
Sandra Fallsmyer (サンドラ・フォルスマイヤー)
La madre adoptiva de Carmaine. Cuando era joven, soñaba con ser una maga del palacio de Rolandia. Tras cumplir su sueño, conoce a un misterioso bebé abandonado. Ella acogió al bebé y lo llamó Carmaine. Fue criado por ella misma para que no cayera en el camino del mal. Conoció al mercenario Wallace en el campo de batalla y se enamoraron. Luego, tuvieron a su hija Louise.
Tippi (ティビ)
Un duende travieso que se asume que es un homúnculo, y compañera de viaje de Carmaine durante el primer juego de Growlanser. Aparentemente, está enamorada de Carmine, a quien suele atacar con su «patada Tippi-chan» patentada, cada vez que él actúa como un pervertido. No aparece en Growlanser II, pero el jugador podrá encontrar su diario en un punto del juego.
Logan (ローガン)
Comandante de Wein durante sus días en la academia. Fue amigo del padre de Maximillian Schneider. Se culpa a sí mismo por la muerte de su amigo, y siente que debe proteger y hacer lo que sea por Maximillian.
Byron (バイロン)
Comandante de Wein en el ejército de Burnstein. No parece agradarle el escuadrón de Wein en particular. Fue aquel que les encargó la misión de Maximillian de cazar a los merodeadores de Rottenbaum.
Maxwell Claudius (マックスウェル・クラウディオス)
El padre aristócrata de Charlone, quien la empuja para convertirse en caballera imperial, y luego intenta mantenerla en casa. No confía en que Wein sea un oficial, ya que este no tiene ningún estatus social, y no quiere que su hija lo siga. Fue un caballero león durmiente.
Pietro Claudius (ピエトロ・クラウディオス)
Hermano menor de Charlone, se encuentra enfermo. Extraña a su hermana cuando se encuentra afuera. Se resiste a tener una operación hasta que Charlone se convierta en caballera imperial.
Elroy (エルロイ)
Actuó como mensajero de Maximillian, cuando en realidad trabajaba para Wolfgang. En su posición de mensajero se encargó de culpar a Wein y provocar una guerra entre Burnstein y Rolandia.
Patrick (パトリック)
Un hombre que se ve idéntico a Maximillian, y el verdadero culpable de la destrucción de la represa Arias.
Lucia (ルーシア)
Una chica gato que fue capturada por un xenobiólogo en la academia de magia. Odió ser tratada como un animal y consiguió escapar. Le guardó rencor a los humanos e inició peleas contra Wein y compañía, con la ayuda de sus nuevos amigos monstruos. A lo largo de varios eventos opcionales, Wein puede intentar amigarse con ella, e incluso reunirla con sus padres. El jugador se podrá enterar de que el padre de Lucia es un humano; y su madre, de la tribu de gatos. Debido a esta relación, tanto Lucia como su madre fueron expulsadas de la tribu. Tampoco fueron bien recibidas por los humanos.
Gevas (ゲーヴァス)
La entidad responsable de controlar al arma biológica Gevel (ゲヴェル), la cual interrumpió la guerra entre Burnstein y Rolandia en el primer Growlanser. El alma de Gevas ha sido confinada en los cuerpos de los dos growsians más poderosos de aquel entonces: Arieta y Venzern. Sin embargo, su alma se ha comenzado a manifestar en la recién despertada Arieta, y busca revivir a Gevel.
Venzern (ヴェンツェル)
El hechicero growsian responsable del argumento del primer Growlanser.

## Sistema de batalla
Growlanser II utiliza un sistema de batalla de RPG táctico con movimientos libres. A diferencia de los RPG tácticos basados en cuadrículas, el rango de movimiento de los personajes está representado por un área circular, donde el personaje se podrá mover libremente. La velocidad de movimiento del personaje se basa en su número de puntos MOV. El sistema de combate de Growlanser II transcurre en tiempo real, y no por turnos. Ambos bandos se mueven y actúan según los parámetros de velocidad de cada unidad. Los atacantes físicos deben moverse hacia el enemigo y conectar su golpe dentro de su rango, mientras que los atacantes mágicos necesitan tomarse un tiempo para conjurar un hechizo, para compensar la capacidad de atacar a distancia.
Growlanser II no tiene tantos encuentros con enemigos al azar como el primer Growlanser, debido al uso de un mapa mundial de puntos conectados, pero cada uno de los eventos importantes de la historia tiene escenarios de peleas únicos. Estos incluyen intentar escapar de una emboscada sin matar a muchas unidades, rescatar a un personaje antes de atacar, y simplemente derrotar a todos los enemigos. A menudo, aparecerán refuerzos enemigos en este tipo de escenarios.
Los personajes pueden equiparse dos ítems, uno es el arma anillo. Es un nuevo tipo de tecnología que consiste en un anillo mágico capaz de tomar la forma de un arma personalizada para el usuario. El jugador puede encontrar estos anillos tras derrotar al enemigo, y podrá equiparse nuevos anillos con diferentes parámetros y ranuras de gemas.
Growlanser II dispone de 100 tipos de gemas equipables que ofrecen varios efectos beneficiosos. Estos incluyen ataques adicionales, defensas elementales, mayor rango de ataque, y hechizos para el personaje. Las gemas tienen un nivel innato que deberá ser menor o igual al de la ranura del arma anillo. Un arma anillo posee 3 ranuras de gemas, y cada una puede ser de nivel 0 al 9.
Por ejemplo, si Wein se equipa un arma anillo con ranuras con los niveles 9, 4 y 1, puede equipar cualquier gema en la primera ranura, pero solo podrá equipar gemas de nivel 4 o menos en la segunda ranura, y únicamente gemas de nivel 1 en la última ranura. En caso de tener una ranura nivel 0, no se podrá equipar ninguna gema. Las gemas oscilan entre los niveles 1 y 9.

## Recepción
En su lanzamiento, Famitsu le otorgó al juego un 30 de 40.